# Alina Orlova
Alina Orlova, litevsky Alina Orlovskaja; rusky Алина Орловская, latinka: Alina Orlovskaya; polsky Alina Orłowska (* 28. června 1988 Visaginas) je litevská písničkářka a hudebnice. Hudbu i texty si píše sama. Její otec byl Polák, matka Ruska, Alina chodila do litevských škol a své texty píše z velké části litevsky. Roku 2010 svou etnicitu definovala jako „baltickou“. Zpívá v litevštině, angličtině i ruštině. Její hudba bývá označována jako pop folk.
V sedmnácti zavěsila na internet svoje první nahrávky, o dva roky později, v roce 2008, představila debutovou desku Laukinis Šuo Dingo (v překladu Divoký pes Dingo, název odkazoval na prózu pro mládež z pera Ruvima Fraermana) a velmi rychle se stala jednou z nejznámějších litevských umělkyň ve světě.
Kromě zpěvu se věnuje také malování.

## Diskografie
- Belekokie (2005)
- Mimino (2007)
- Laukinis Šuo Dingo (2008)
- Mutabor (2010)
- LRT Opus Live (2013)
- 88 (2015)[2]
- Daybreak (2018)
- Laumžirgiai (2022)